# Miriam Škoch
Miriam Škoch (* 11. April 1997 in Litvínov als Miriam Kolodziejová) ist eine tschechische Tennisspielerin.

## Karriere
Miriam Škoch spielte bisher überwiegend Junioren- und ITF-Turniere. Sie gewann auf der ITF Women’s World Tennis Tour bislang sieben Einzel- und 20 Doppeltitel; sowie im Jahr 2022 ihren ersten WTA-Titel im Doppel gemeinsam mit Anastasia Dețiuc in Parma.
Škoch gewann 2015 zusammen mit ihrer Landsfrau Markéta Vondroušová das Juniorinnen-Doppel bei den Australian Open mit einem Finalsieg gegen Katharina Hobgarski und Greetje Minnen. Die Paarung gewann im selben Jahr auch das Juniorinnen-Doppel bei den French Open, wo sie im Finale Caroline Dolehide und Katerina Stewart besiegten. Vondroušová und Škoch konnten 37 Doppelpartien in Folge gewinnen, bevor sie im Halbfinale von Wimbledon eine Niederlage hinnehmen mussten.

## Turniersiege

### Einzel
| Nr. | Datum              | Turnier            | Kategorie   | Belag             | Finalgegnerin       | Ergebnis      |
| --- | ------------------ | ------------------ | ----------- | ----------------- | ------------------- | ------------- |
| 1.  | 25. September 2016 | Brno               | ITF $10.000 | Sand              | Diana Šumová        | 6:3, 3:6, 6:4 |
| 2.  | 17. September 2017 | Prag               | ITF $15.000 | Sand              | Nastja Kolar        | 6:2, 5:7, 6:4 |
| 3.  | 3. Dezember 2017   | Milovice           | ITF $15.000 | Hartplatz (Halle) | Manon Arcangioli    | 6:3, 6:3      |
| 4.  | 10. Dezember 2017  | Jablonec nad Nisou | ITF $15.000 | Teppich (Halle)   | Susan Bandecchi     | 6:3, 6:4      |
| 5.  | 23. Juni 2018      | Klosters           | ITF $25.000 | Sand              | Isabella Schinikowa | 5:7, 6:4, 6:1 |
| 6.  | 8. März 2020       | Iraklio            | ITF W15     | Sand              | Rebeka Masarova     | 6:4, 6:4      |
| 7.  | 30. Mai 2021       | Otočec             | ITF W25     | Sand              | Dalila Jakupović    | 6:0, 6:2      |

### Doppel
| Nr. | Datum              | Turnier             | Kategorie      | Belag             | Partnerin           | Finalgegnerinnen                          | Ergebnis          |
| --- | ------------------ | ------------------- | -------------- | ----------------- | ------------------- | ----------------------------------------- | ----------------- |
| 1.  | 15. Mai 2015       | Zielona Góra        | ITF $10.000    | Sand              | Markéta Vondroušová | Natela Dsalamidse Margarita Lasarewa      | 6:2, 6:2          |
| 2.  | 19. Juni 2015      | Přerov (1)          | ITF $15.000    | Sand              | Markéta Vondroušová | Martina Borecká Jesika Malečková          | 6:4, 6:1          |
| 3.  | 21. Januar 2017    | Stuttgart           | ITF $15.000    | Hartplatz (Halle) | Markéta Vondroušová | Anita Husarić Kimberley Zimmermann        | 7:63, 7:5         |
| 4.  | 16. Juni 2017      | Přerov (2)          | ITF $15.000    | Sand              | Dagmar Dudláková    | Tereza Janatová Natalie Novotná           | 6:1, 6:3          |
| 5.  | 21. September 2018 | Podgorica           | ITF $25.000    | Sand              | Nina Potočnik       | Nefisa Berberović Veronika Erjavec        | 2:6, 6:3, [10:0]  |
| 6.  | 8. Februar 2020    | Trnava              | ITF W25        | Hartplatz (Halle) | Laura-Ioana Paar    | Wiktorija Kan Hanna Posnichirenko         | 6:1, 6:1          |
| 7.  | 20. Februar 2021   | Potchefstroom       | ITF W25        | Hartplatz         | Jesika Malečková    | Anna Bondár Réka Luca Jani                | 6:2, 3:6, [10:5]  |
| 8.  | 13. März 2021      | Antalya             | ITF W15        | Sand              | Aneta Laboutková    | Darja Astachowa Nika Radišić              | 6:3, 4:6, [10:6]  |
| 9.  | 4. September 2021  | Prag                | ITF W60        | Sand              | Jesika Malečková    | Kanako Morisaki Erika Sema                | 6:3, 1:6, [10:2]  |
| 10. | 27. Februar 2022   | Antalya             | ITF W25        | Sand              | Jesika Malečková    | Funa Kozaki Naho Satō                     | 7:62, 7:64        |
| 11. | 5. März 2022       | Antalya             | ITF W15        | Sand              | Jesika Malečková    | Sapfo Sakellaridi Anastassija Solotarjowa | 6:2, 6:4          |
| 12. | 23. April 2022     | Chiasso             | ITF W60        | Sand              | Anastasia Dețiuc    | Aliona Bolsova Oxana Selechmetjewa        | 6:3, 1:6, [10:8]  |
| 13. | 27. August 2022    | Přerov              | ITF W60        | Sand              | Anastasia Dețiuc    | Funa Kozaki Misaki Matsuda                | 7:64, 4:6, [10:5] |
| 14. | 10. September 2022 | Frýdek-Místek       | ITF W25        | Sand              | Dominika Šalková    | Funa Kozaki Misaki Matsuda                | 6:2, 6:3          |
| 15. | 1. Oktober 2022    | Parma               | WTA 250        | Sand              | Anastasia Dețiuc    | Arantxa Rus Tamara Zidanšek               | 1:6, 6:3, [10:8]  |
| 16. | 22. Oktober 2022   | Hamburg             | ITF W60        | Hartplatz (Halle) | Jesika Malečková    | Veronika Erjavec Malene Helgø             | 6:4, 6:2          |
| 17. | 30. Oktober 2022   | Poitiers            | ITF W80        | Hartplatz (Halle) | Markéta Vondroušová | Jessika Ponchet Renata Voráčová           | 6:4, 6:3          |
| 18. | 6. November 2022   | Shrewsbury          | ITF W100       | Hartplatz (Halle) | Markéta Vondroušová | Jessika Ponchet Renata Voráčová           | 7:64, 6:2         |
| 19. | 6. April 2024      | La Bisbal d’Empordà | WTA Challenger | Sand              | Anna Sisková        | Tímea Babos Dalma Gálfi                   | Walkover          |
| 20. | 13. April 2024     | Saragossa           | ITF W100       | Sand              | Anna Sisková        | Angelica Moratelli Camilla Rosatello      | 6:2, 6:3          |
| 21. | 22. Februar 2025   | Prag                | ITF W75        | Hartplatz (Halle) | Jesika Malečková    | Priscilla Hon Rebeka Masarova             | 6:0, 6:2          |
| 22. | 1. März 2025       | Trnava              | ITF W75        | Hartplatz (Halle) | Jesika Malečková    | Céline Naef Jelena Pridankina             | 5:7, 6:3, [10:2]  |
| 23. | 17. Mai 2025       | Parma               | WTA Challenger | Sand              | Jesika Malečková    | Sabrina Santamaria Tang Qianhui           | 6:2, 6:0          |
| 24. | 7. Juni 2025       | Makarska            | WTA Challenger | Sand              | Jesika Malečková    | Georgien Jelena Pridankina                | 2:6, 6:3, [10:4]  |
| 25. | 12. Juli 2025      | Båstad              | WTA Challenger | Sand              | Jesika Malečková    | Irene Burillo Escorihuela Berfu Cengiz    | 6:4, 6:3          |

## Juniorinnen Grand-Slam-Titel

### Mädchendoppel
| Nr. | Datum           | Turnier         | Belag     | Partnerin           | Finalgegnerinnen                   | Ergebnis |
| --- | --------------- | --------------- | --------- | ------------------- | ---------------------------------- | -------- |
| 1.  | 30. Januar 2015 | Australian Open | Hartplatz | Markéta Vondroušová | Katharina Hobgarski Greet Minnen   | 7:5, 6:4 |
| 2.  | 6. Juni 2015    | French Open     | Sand      | Markéta Vondroušová | Caroline Dolehide Katerina Stewart | 6:0, 6:3 |